# Atentát na Augusta Gölzera
August Gölzer byl SS-Hauptsturmführer, jeden z velitelů a účetní XXXIX. úseku SS v Brně. Atentát byl proveden 7. února 1945. Po Reinhardu Heydrichovi byl druhým nejvyšším představitelem nacistické organizace SS, na něhož byl v Protektorátu Čechy a Morava proveden úspěšný atentát.
Zatímco atentát na zastupujícího říšského protektora Reinharda Heydricha je jednou z nejznámějších odbojových operací, ke kterým na území Protektorátu Čechy a Morava během druhé světové války došlo, atentát na Augusta Gölzera byl oproti němu upozaděn, a to dokonce i v době jeho spáchání. Přesto se po Reinhardu Heydrichovi jednalo o druhého nejvyššího představitele SS, na něhož byl v protektorátu proveden úspěšný atentát, a čtvrtého nejvyššího v celé Evropě.

## Průběh
Samotným otazníkem je, kdo se měl stát cílem plánovaného atentátu, za kterým stála ilegální skupina Předvoj. Atentát byl nejspíše plánován na Ottu Koslowskeho, brněnského kriminálního radu gestapa, který se velmi aktivně podílel na heydrichiádě a byl tak největší hrozbou pro brněnský odboj. Nakonec se ale obětí zdařilého atentátu stal Gölzer, který nicméně také nebyl žádným řadovým nacistou, ale vysoce postaveným důstojníkem SS. 
Pro atentát byli vybráni Alois Bauer a Vladimír Blažka, který měl bojové zkušenosti ze Slovenského národního povstání, do něhož se aktivně zapojil. Nejspíše někdy od začátku roku 1945 aktivně spolupracovali s Vladimírem Tišnovským a skupinou Předvoj.
Vlastní atentát proběhl 7. února 1945 před domem v Ebner-Eschenbachgasse (dnešní Nerudově ulici), ve kterém Gölzer bydlel. Blažka s Bauerem si na Gölzera počkali, když se i se svou manželkou vracel ze svého úřadu. Vlastní průběh atentátu není příliš známý, pouze že padlo několik výstřelů z pistole, z nichž snad pouze jeden zasáhl Gölzera, kterého se ale jeho manželce podařilo dostat do domu a vytáhnout až do jejich bytu v 5. patře. Zde zavolala nejdříve doktora, který bydlel ve vedlejším bytě a následně záchrannou službu. Ta dorazila až po dvou hodinách a převezla zraněného Gölzera do nemocnice na Žlutém kopci. Zde krátce po půlnoci zemřel.

## Dopadení
Gestapo na atentát uvalilo přísné informační embargo, protože s ohledem na blížící se frontu mělo obavu, aby zpráva o úspěšném atentátu nepodnítila odbojovou činnost. O to intenzivněji se ale rozjela pátrací akce mající za cíl vypátrat atentátníky. Díky masivnímu zatýkání a brutálním výslechům se dostali nejdříve k Vladimíru Tišnovskému, který se pokusil s gestapem spolupracovat, aby si zachránil život a udal oba pachatele. Ti byli pomocí lsti vylákáni ze svých úkrytů a zatčeni. Po nelidských výsleších byli na rozkaz K. H. Franka odsouzeni k trestu smrti.
Koslowski, který měl být možná původním terčem atentátu, se nakonec stal katem jeho pachatelů a na dvoře Kounicových kolejí oba atentátníky popravil ranou do týlu 14. dubna 1945, tedy necelých 14 dní před osvobozením Brna.

## Galerie

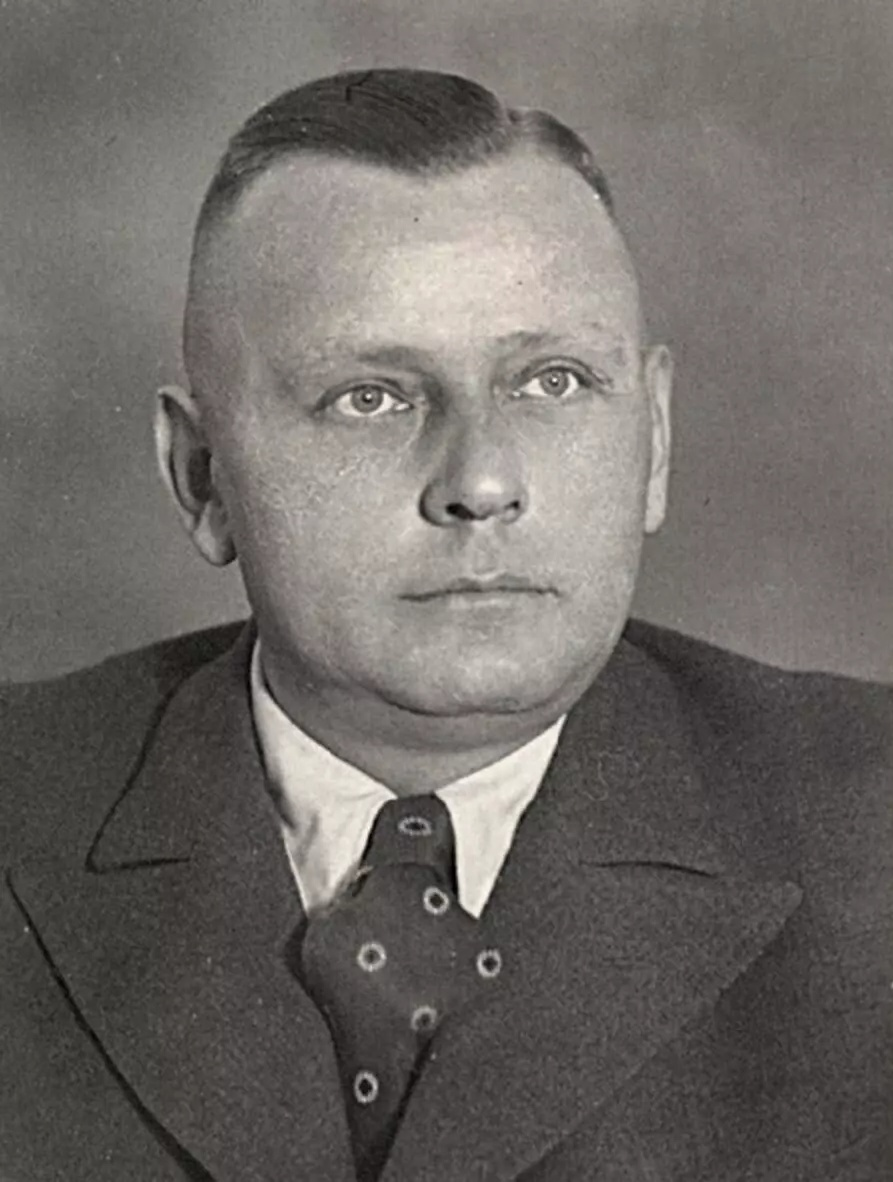
Otto Koslowski (pravděpodobný cíl útoku)
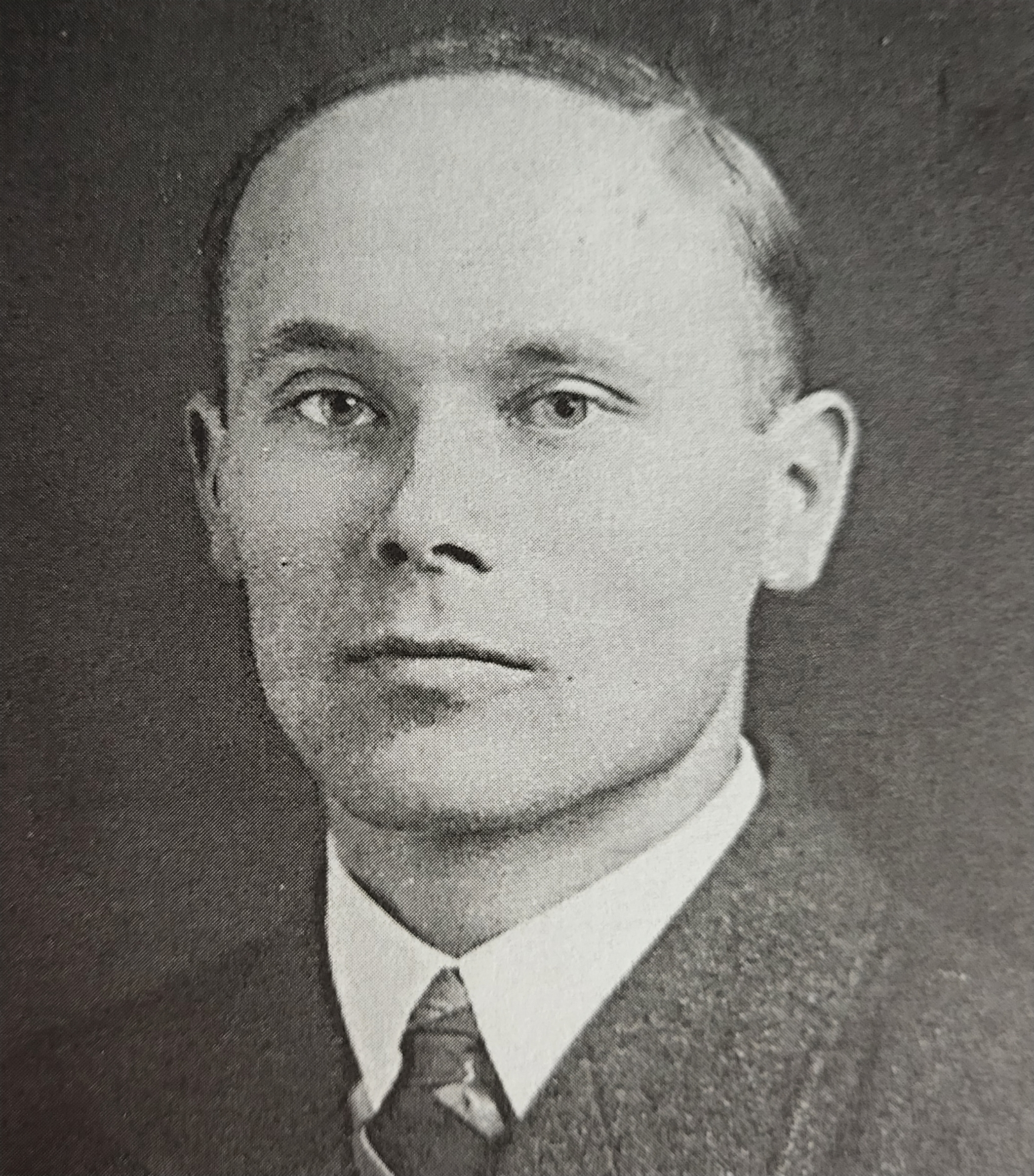
August Gölzer (skutečná oběť atentátu)
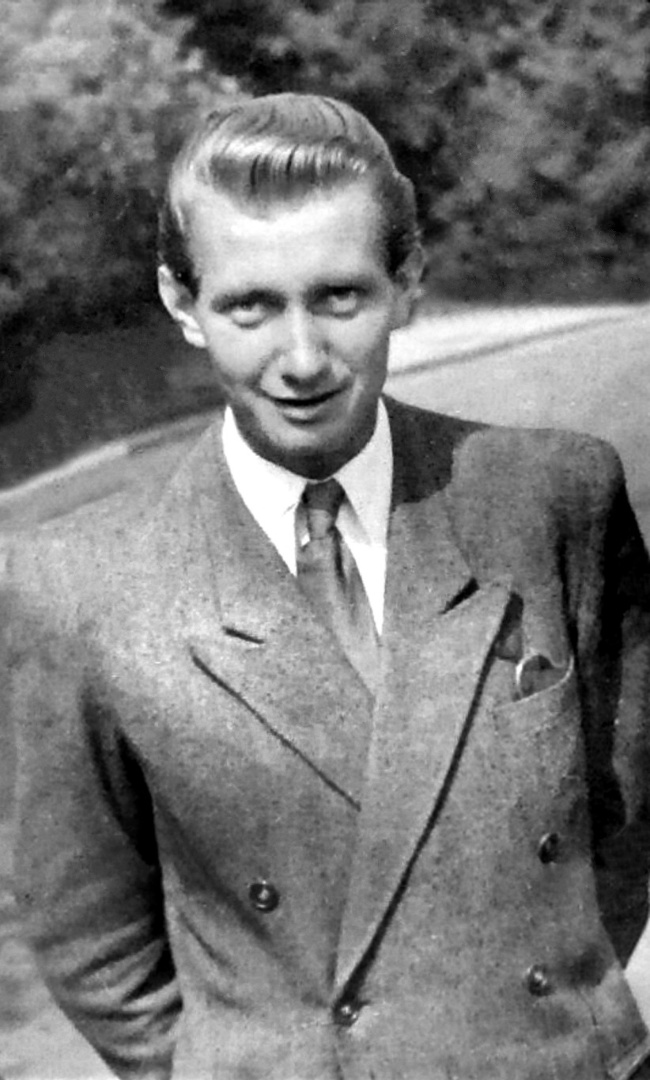
Vladimír Blažka (člen odbojové organizace Předvoj)
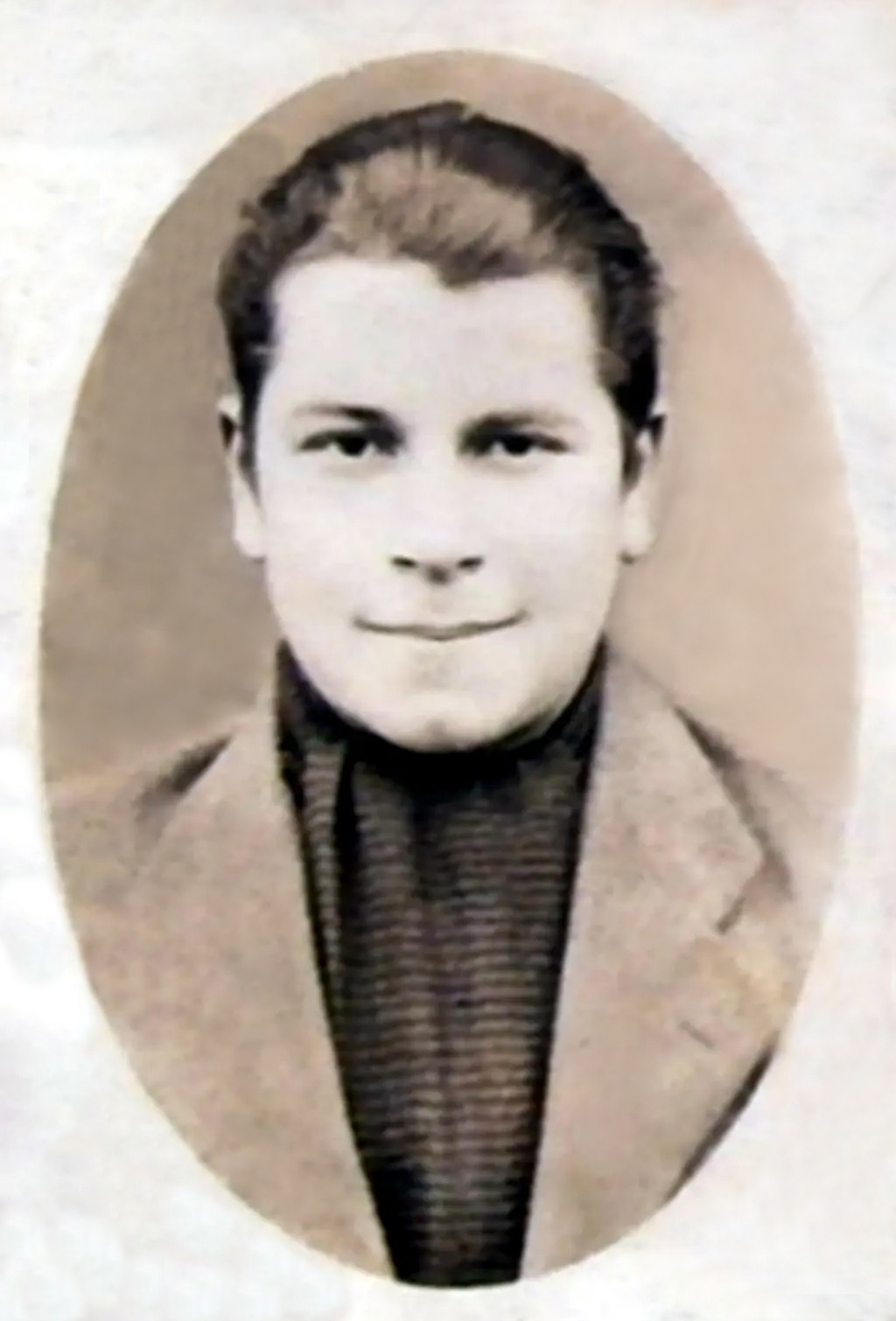
Alois Bauer (člen odbojové organizace Předvoj)